# Kitchen (Roman)
Kitchen（jap. キッチン）(im Original das japanische Lehnwort Kitchin) ist der erste Roman der japanischen Autorin Banana Yoshimoto (jap. 吉 本 ば な な）) von 1988, der 1992 in der Übersetzung durch Wolfgang E. Schlecht auf Deutsch erschien.
Der Roman brachte der Autorin sofort nach der Veröffentlichung ein hohes Maß an Aufmerksamkeit. Das Buch gewann zwei wichtige Literaturpreise in Japan und verkaufte sich bereits während des ersten Jahres fast zwei Millionen Mal. Binnen kurzer Zeit wurde Kitchen zu einem Kultbuch und man sprach in Japan von einer "Banana-Manie".
1988 erhielt die Autorin von der Regierung den Titel „Best Newcomer Artist recommended by the Minister of Education“ verliehen. 1993 verteilte das japanische Außenministerium an jeden Delegierten des G7-Gipfels ein Exemplar von Kitchen.
Obwohl man einen gewissen westlichen Einfluss in Yoshimotos Stil bemerken kann, wird Kitchen immer noch kritisch als Beispiel für zeitgenössische japanische Literatur anerkannt; The Independent, The Times und The New Yorker haben den Roman alle positiv bewertet.
Die meisten Ausgaben enthalten auch eine Novelle mit dem Titel Moonlight Shadow, eine Tragödie, die sich auch mit Verlust und Liebe befasst, bei der es sich um die erste veröffentlichte Geschichte der Autorin handelt.
Es wurden zwei Filme über die Geschichte gedreht, ein japanischer Fernsehfilm aus dem Jahr 1989 und eine weiter verbreitete Version, die 1997 von Yim Ho in Hongkong produziert wurde.

## Handelnde Personen
- Mikage Sakurai – Junge Japanerin. Hauptfigur. Sie kämpft mit dem Verlust ihrer Großmutter, die ihre letzte überlebende Verwandte war. Nach deren Tod zieht sie bei Yuichi Tanabe und Eriko Tanabe ein.
- Yuichi Tanabe – Sohn von Eriko Tanabe. Hauptfigur. Seine Mutter starb an Krebs, als Yuichi ein sehr kleines Kind war. Er lebt mit seiner liebevollen Transgender-Mutter zusammen und unterstützt Mikage in ihrer Trauerzeit. Er verliert schließlich seine Mutter und ist dabei auf die emotionale Unterstützung von Mikage angewiesen.
- Eriko Tanabe – Nebencharakter. Transgender-Frau. Eriko besitzt einen Nachtclub, in dem sie von einem Mann getötet wird, der das Gefühl hat, ihn als Transgender-Frau auszutricksen. Sie wird als sehr schöne und freundliche Frau beschrieben.

## Inhalt

### Kitchen
Von Mikages Liebe zur Küche über ihren Job als Assistentin einer Kochlehrerin bis hin zu den verschiedenen Szenen, in denen Essen nur eine untergeordnete Rolle spielt, ist Kitchen ein kurzer Einblick in das Leben einer jungen Japanerin und ihrer Entdeckungen sowohl beim Essen als auch in der Liebe vor dem Hintergrund einer Tragödie.
In Kitchen kämpft eine junge Japanerin namens Mikage Sakurai darum, den Tod ihrer Großmutter zu überwinden. Sie erholt sich allmählich in der Nähe eines Freundes ihrer Großmutter, Yuichi, aus einem Blumenladen und bleibt schließlich bei ihm und seiner Transgender-Mutter Eriko wohnen. Während ihres Aufenthalts entwickelt sie eine Zuneigung sowohl zu Yuichi als auch zu Eriko und wird fast Teil ihrer Familie. Sie zieht jedoch nach sechs Monaten aus, als sie einen neuen Job als Assistentin einer Kochlehrerin findet. Als sie feststellt, dass Eriko gestorben ist, versucht sie Yuichi in dieser schwierigen Zeit zu unterstützen und stellt fest, dass Yuichi wahrscheinlich in sie verliebt ist. Sie zögert, sich ihren eigenen Gefühlen für ihn zu stellen, und geht für einen Arbeitsauftrag nach Izu. Nachdem sie jedoch in ein Restaurant gegangen ist, um Katsudon zu essen, wird ihr klar, dass sie es Yuichi bringen möchte und setzt sich spontan in ein Taxi.

### Moonlight Shadow
In Moonlight Shadow verliert eine Frau namens Satsuki ihren Freund Hitoshi bei einem Unfall und erzählt uns: „In der Nacht, in der er starb, ging meine Seele an einen anderen Ort und ich konnte sie nicht zurückbringen.“ Sie freundet sich mit seinem Bruder Hiiragi an, dessen Freundin bei demselben Unfall ums Leben kam. In einer schlaflosen Nacht trifft sie eine seltsame Frau namens Urara, die auch jemanden verloren hat. Urara führt sie in die mystische Erfahrung des nur alle hundert Jahre auftretenden Tanabata-Phänomens ein, von dem sie hofft, dass es ihre kollektive Trauer kauterisieren wird.

## Rezeption
„Frau Yoshimoto hat eine wunderbare taktile Fähigkeit, durch ihre Beschreibungen von Licht, Ton und Berührung eine Stimmung oder ein Gefühl zu vermitteln, sowie eine mühelose Fähigkeit, die Herzen ihrer Charaktere zu durchdringen. Ihr Schreiben hat eine erfreuliche Direktheit, und obwohl diese Aufrichtigkeit gelegentlich zu Sentimentalität führen kann, ergreift sie häufig die Sympathie des Lesers und weigert sich im Anschluss, diese wieder gehen zu lassen.“

„Yoshimotos östliche Präzision ist manchmal eigenwillig und haikuartig ('Weiße Fliesen fangen das Licht ein, tönen'), aber sie hat eine Qualität ergreifender, würdevoller Resilienz, die dieses kleine Werk lohnenswert macht: 'Wir leben wie die niedrigsten Würmer. Immer besiegt - besiegt machen wir Abendessen, wir essen, wir schlafen. Jeder, den wir lieben, stirbt. Dennoch ist es inakzeptabel, mit dem Leben aufzuhören.“

## Preise
- 6. Kaien Newcomer Writers Prize – November 1987
- 39. Best Newcomer Artists – August 1988

## Buchausgaben
- Banana Yoshimoto: Kitchen. Übersetzt von Wolfgang E. Schlecht, Diogenes Verlag, 1992, ISBN 3-257-22700-0.

## Verfilmungen
- Kitchen (1989) bei IMDb
- Wo ai chu fang (Kitchen, 1997) bei IMDb